# Порте (Торино)
Порте (итал. Porte) је насеље у Италији у округу Торино, региону Пијемонт.
Према процени из 2011. у насељу је живело 616 становника. Насеље се налази на надморској висини од 445 м.

## Становништво
Према резултатима пописа становништва 2011. у општини је живело 1.113 становника.
| 1931. | 1936. | 1951. | 1961. | 1971. | 1981. | 1991. | 2001. | 2011. |
| ----- | ----- | ----- | ----- | ----- | ----- | ----- | ----- | ----- |
| 826   | 862   | 990   | 913   | 969   | 956   | 936   | 940   | 1.113 |